# 王鸣岐 (1906年)
王鸣岐（1906年—1995年），名凤岗，号济熙，男，河南滑县人，中国植物病理学家和植物病毒学家，曾任复旦大学教授。